# آدم ناش (منقذ الإخوة)
آدم ناش من مواليد 29 أغسطس 2000 هو طفل أمريكي ولدته أمه باستخدام التشخيص الوراثي قبل الغرس (preimplantation genetic diagnosis).